# 瓦西里·多库恰耶夫

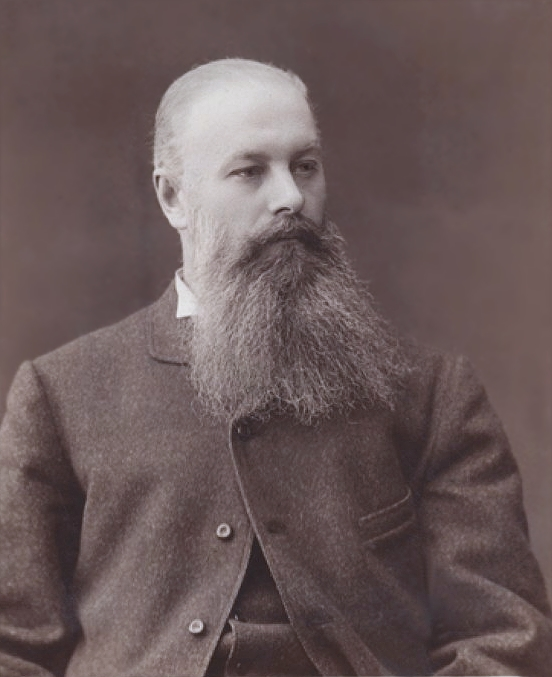
瓦西里·多库恰耶夫

瓦西里·瓦西里耶维奇·多库恰耶夫（俄語：Васи́лий Васи́льевич Докуча́ев，1846年3月1日—1903年11月8日）俄罗斯地质学家和地理学家，现代土壤科学奠基人。

## 生平
他生于斯摩棱斯克的色乔夫斯克。毕业与圣彼得堡帝国大学。1867年入圣彼得堡帝国大学物理数学系，1878年获硕士学位，1883年获博士学位。后长期任教于圣彼得堡帝国大学。多次组织研究俄罗斯土壤的考察队，考察河谷的成因，创立了关于河流与河谷起源的理论。1870年左右，多库恰耶夫首先在土壤科学方面获得突破，发现土壤剖面的存在，并将其奇怪形式的原因与气候和植物带建立联系。弗拉基米尔·伊万诺维奇·维尔纳茨基是他的学生。在土壤形成问题上，认为土壤是自然界中独特的第四界，是由母岩和成土因素（包括气候、动植物机体、地表水、地下水、地形、地质年龄以及人的作用等）在历史上经过复杂的相互作用而形成的自然体。绘制了第一张俄国欧洲部分的土壤图。此外，对农业耕作和改造草原方面也进行了大量的研究工作。著有《关于自然带学说》《现代土壤学在科学和生活中的地位和作用》《俄国的黑钙土》《我们草原的今昔》等。